# Klaus Peschel
Klaus Peschel (Radebeul, 1941. március 19. – 2019. október 18.) német nemzetközi labdarúgó-játékvezető.

## Pályafutása

### Labdarúgóként
1960-tól 1964-ig aktív labdarúgó volt. Előbb az SC Einheit Dresden egyesületben, később a SG Dynamo Dresden második csapatában játszott.
| Időpont          | Helyszín                   | Mérkőzés típusa        | Mérkőzés                   | Eredmény |
| ---------------- | -------------------------- | ---------------------- | -------------------------- | -------- |
| 1960. április 3. | SC Dresden Stadion, Drezda | első bajnoki mérkőzése | SC Einheit Dresden–Zwickau | 1 : 3    |

### Labdarúgó-játékvezetőként

#### Nemzeti játékvezetés
A játékvezetői vizsgát 1957-ben szerezte meg, 1974-ben lett országos és 1981. augusztus 19-én az I. Liga játékvezetője. Az aktív nemzeti játékvezetéstől 1991-ben vonult vissza. Első ligás mérkőzéseinek száma: 180. Partbíróként 250 találkozón segédkezett.

##### Nemzeti kupamérkőzések
Vezetett Kupa-döntők száma: 1.

###### Német Kupa
1986-ban az NDK JB elismerve szakmai felkészültségét megbízta az FDGB kupadöntő koordinálásával.
| Időpont         | Helyszín                   | Mérkőzés típusa | Mérkőzés                                    | Eredmény | Nézők száma |
| --------------- | -------------------------- | --------------- | ------------------------------------------- | -------- | ----------- |
| 1986. május 31. | Weltjugend Stadion, Berlin | döntő           | 1. FC Lokomotive Leipzig–1. FC Union Berlin | 5 : 1    | 45 000      |

#### Nemzetközi játékvezetés
A NDK Játékvezető Bizottsága (JB) 1980-ban terjesztette fel nemzetközi játékvezetőnek, a Nemzetközi Labdarúgó-szövetség (FIFA) bíróinak keretébe. Több nemzetek közötti válogatott és klubmérkőzést vezetett vagy partbíróként tevékenykedett. Az NDK nemzetközi játékvezetők rangsorában, a világbajnokság-Európa-bajnokság sorrendjében többedmagával a 6. helyet foglalja el 3 találkozó szolgálatával. Nemzetközi válogatott mérkőzésektől az Anglia–Brazília barátságos mérkőzéssel búcsúzott. Az aktív nemzetközi játékvezetéstől 1991-ben a búcsúzott. Nemzetközi mérkőzéseinek száma: 80.
| Időpont           | Helyszín                | Mérkőzés típusa | Mérkőzés        | Eredmény |
| ----------------- | ----------------------- | --------------- | --------------- | -------- |
| 1990. március 28. | Wembley Stadion, London | barátságos      | Anglia–Brazília | 1 : 0    |

##### Európa-bajnokság
Az európai-labdarúgó torna döntőjéhez vezető úton Franciaországba a VII., az 1984-es labdarúgó-Európa-bajnokságra és Német Szövetségi Köztársaságba a VIII., az 1988-as labdarúgó-Európa-bajnokságra az UEFA JB játékvezetőként foglalkoztatta.
| Időpont            | Helyszín                    | Mérkőzés típusa           | Mérkőzés                   | Eredmény | Nézők száma |
| ------------------ | --------------------------- | ------------------------- | -------------------------- | -------- | ----------- |
| 1983. december 17. | Kuip Stadion, Rotterdam     | előselejtező (7. csoport) | Hollandia–Málta            | 5 : 0    | 58 000      |
| 1986. október 15.  | Liebenau Stadion, Graz      | előselejtező (1. csoport) | Ausztria–Albánia           | 3 : 0    | 5 456       |
| 1987. október 14.  | Grbavica Stadion, Szarajevó | előselejtező (4. csoport) | Jugoszlávia–Észak-Írország | 3 : 0    | 14 075      |